# Вторая Библия Карла Лысого

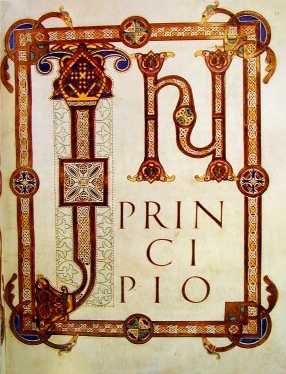
Инициал Книги Бытия. Лист 11

Вторая Библия Карла Лысого (фр. Seconde Bible de Charles le Chauve) — иллюминированная рукопись Библии, памятник книжного искусства Каролингского возрождения. Хранится в Национальной библиотеке Франции (каталожное обозначение MS lat. 2). Характерная особенность этого манускрипта — он не содержит фигуративных миниатюр, их место занимают полностраничные инициалы.
Кодекс был изготовлен в скриптории Сент-Аманского аббатства в 871—877 годах по заказу короля Карла Лысого, по-видимому, для подношения аббатству Сен-Дени. В маргиналиях содержатся сведения, что в 1595 году рукопись поступила в королевскую библиотеку. В 1706 году из рукописи были украдены листы 407—420, один из которых был возвращён в 1720 году, а остальные — в 1878 году Британским музеем.
Блок содержит 444 листа форматом 43 × 33,5 см, полностраничных буквиц — 74 во франко-саксонском стиле, сочетавшем особенности каролингского искусства и гиберно-саксонской книжной традиции. Полностью воспроизведён текст Вульгаты со стихотворным предисловием Теодульфа.